# 韋弗利 (紐約州富蘭克林縣)
韋弗利（英語：Waverly）是一個位於美國紐約州富蘭克林縣的鎮。

## 人口
根據2020年美國人口普查的數據，韋弗利的面積為327.40平方千米，當中陸地面積為324.00平方千米，而水域面積為3.40平方千米。當地共有人口963人，而人口密度為每平方千米3人。